# Pelecopsis sanje
Pelecopsis sanje là một loài nhện trong họ Linyphiidae.
Loài này thuộc chi Pelecopsis. Pelecopsis sanje được miêu tả năm 1990 bởi Scharff.